# Джон Белл (мандрівник)
Джон Белл (англ. John Bell, 1691—1780) — шотландський лікар і мандрівник, знаходився на російській службі. Подорожував по Україні, Росії й Азії, описуючи свої подорожі. Книга з описами подорожей до 1808 року витримала шість перевидань, була перекладена французькою, голландською, німецькою та російською мовою.

## Біографія
Прибув у Росію 1714 року за власним бажанням. При підтримці придворного лікаря Орєшкіна отримав можливість вирушити 1715 року до Персії як лікар при посольстві Артемія Волинського. Другу подорож у Персію здійснив 1722 року. Подорожував також до Пекіну й у Константинополь.

## Твори
- Bell, John (1788). Travels from St. Petersburgh in Russia, to various parts of Asia (Vol. 1) [Архівовано 16 лютого 2012 у Wayback Machine.] Edinburgh: Creech. -University of Hong Kong Libraries, Digital Initiatives, China Through Western Eyes. Also available at the Internet Archive, volume one
- Bell, John (1788). Travels from St. Petersburgh in Russia, to various parts of Asia (Vol. 2) [Архівовано 16 лютого 2012 у Wayback Machine.] Edinburgh: Creech. -University of Hong Kong Libraries, Digital Initiatives, China Through Western Eyes, also available at the Internet Archive, volume two
- Джон Белл. Путешествия из Санкт-Петербурга в различные части Азии [Архівовано 10 травня 2012 у Wayback Machine.]